# 282 v. Chr.
Portal Geschichte | Portal Biografien | Aktuelle Ereignisse | Jahreskalender | Tagesartikel

◄ |
4. Jahrhundert v. Chr. |
3. Jahrhundert v. Chr. |
2. Jahrhundert v. Chr. |
►

◄ | 300er v. Chr. | 290er v. Chr. | 280er v. Chr. | 270er v. Chr. |
260er v. Chr. |
►

◄◄ | ◄ | 285 v. Chr. | 284 v. Chr. | 283 v. Chr. | 282 v. Chr. |
281 v. Chr. |
280 v. Chr. |
279 v. Chr. |
► |
►►
Staatsoberhäupter

## Ereignisse

### Politik und Weltgeschehen

#### Westliches Mittelmeer
- 283/282 v. Chr.: Das Römische Reich besiegt die Etrusker und die Gallier (Senonen und Boier) in der Schlacht am Vadimonischen See. Die Römer besetzen daraufhin das senonische Gebiet und gründen die Kolonie Sena Gallica.
- Sieg der Römer über die Etrusker bei Populonia. Die Etrusker werden zur Heeresfolge verpflichtet.
- Nach Beendigung der Kämpfe mit den Galliern und Etruskern kommen die Römer der Stadt Thurioi zu Hilfe und besiegen in der Nähe unter ihrem Konsul Gaius Fabricius Luscinus die Lukaner, deren Feldherr Statius Statilius gefangen genommen wird. Rom verlegt Besatzungen in die griechischen Städte Lokri, Kroton, Thurii und Rhegion.
- Herbst – Eine römische Flotte aus zehn Schiffen passiert den Hafen von Tarent, obwohl es gemäß einem römisch-tarentinischen Vertrag aus dem Jahr 303 v. Chr. den Römern verboten war, Schiffe in den Golf von Tarent zu schicken. Die Tarentiner zerstören daraufhin die römischen Schiffe und erobern im Winter 282/81 Thurii, dessen römische Garnison vertrieben wird. Beginn des Pyrrhischen Krieges.

#### Östliches Mittelmeer

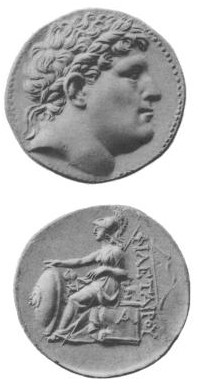
Münze mit dem Porträt des Philetairos

- Philetairos, Statthalter des Lysimachos in Pergamon, übergibt die Stadt an Seleukos I., der Lysimachos den Krieg erklärt, um dessen kleinasiatische Besitzungen zu erobern.

### Kultur und Sport
- Ptolemaios II. veranstaltet zu Ehren seines verstorbenen Vaters Ptolemaios I. in Alexandria erstmals die an die Panhellenischen Spiele angelehnten Ptolemäen. Die Spiele, zu denen Teilnehmer aus ganz Griechenland anreisen, erreichen bald einen den Olympischen Spielen vergleichbaren Stellenwert in der griechischen Welt.

## Gestorben
- Agathokles, makedonischer Offizier
- 283/282 v. Chr.: Ptolemaios I., König von Ägypten (* 367/66 v. Chr.)